# Oxalis cytisoides
Oxalis cytisoides é uma espécie de planta do gênero Oxalis e da família Oxalidaceae. 

## Taxonomia
O seguinte sinônimo já foi catalogado:  
- Oxalis elatior  Progel

## Forma de vida
É uma espécie terrícola, herbácea e subarbustiva.  É polinizada por abelhas.  

## Descrição
Erva ou subarbusto, 45-95 cm, ramificado, xilopódio
ausente. Ramos pubescentes; braquiblastos ausentes; internós 2,5-4 cm. Ela tem folhas alternas ou
subopostas, trifolioladas; pecíolo 1,5-4 cm, canaliculado, piloso; peciólulo 1 mm, cilíndrico, piloso;
raque 5-8 mm,
pilosa; folíolo terminal 1,5-5,5 x 1,7-2,5 cm, elíptico a rômbico, base aguda, ápice
agudo a acuminado, margem ciliada, pubescente a piloso, indumento mais adensado
na superfície inferior; folíolos laterais 0,8-4,2 x 0,4-2 cm, semelhantes ao terminal.
Cimas 0,6-3 cm,
13-34 flores; pedúnculo 2,5-5,7 cm, canaliculado, piloso; brácteas 2, 1-2 mm de comprimento, lineares, ápice
agudo, pilosas. Tem pedicelo 3-4 mm,
piloso; sépalas 2-4 x 1-2 mm,
ovais, ápice agudo, verdes, esparsamente pilosas; corola 6-10 milímetros de comprimento, centro
amarelo e lobos róseos, pétalas espatuladas; estames maiores 3-5 mm, pubescentes, lígula
presente, estames menores 1-3 mm, glabros; ginóforo com cerca de 0,5 mm; ovário 2-3 mm, globoso, glabro, 3-4 óvulos por lóculo, estiletes 1,5-2 mm, pubescentes, estigmas lobulados. Cápsula 5-7 x 3-4 mm, oblongo-ovóide, 2-3 sementes por lóculo; sementes com cerca de 1 mm, ovóides, estriadas, marrons.  
| Raiz               | Raiz                                |
| ------------------ | ----------------------------------- |
| tipo               | fibrosa                             |
| Caule              |                                     |
| tipo               | haste                               |
| Folha              |                                     |
| disposição         | espiralada                          |
| folíolo            | persistente                         |
| estípula           | ausente                             |
| ápice              | inteiro agudo/inteiro acuminado     |
| pecíolo            | piloso                              |
| raque foliar       | presente                            |
| superfície adaxial | pilosa                              |
| superfície abaxial | pilosa                              |
| folíolo mediano    | elíptico/rômbico/largamente rômbico |
| Inflorescência     |                                     |
| tipo               | dicásio                             |
| pedúnculo          | piloso                              |
| Flor               |                                     |
| pedicelo           | piloso                              |
| sépala             | pilosa                              |
| calosidade         | ausente                             |
| corola             | rósea                               |
| estigma            | lobado                              |
| óvulo              | 2/3                                 |
| Fruto              |                                     |
| lóculo             | glabro                              |

## Conservação
A espécie faz parte da Lista Vermelha das espécies ameaçadas do estado do Espírito Santo, no sudeste do Brasil. A lista foi publicada em 13 de junho de 2005 por intermédio do decreto estadual nº 1.499-R. 

## Distribuição
A espécie é encontrada nos estados brasileiros de Amazonas, Bahia, Ceará, Distrito Federal, Espírito Santo, Goiás, Minas Gerais, Mato Grosso do Sul, Mato Grosso, Pará, Pernambuco, Paraná, Rio de Janeiro, Rondônia, Rio Grande do Sul, Santa Catarina e São Paulo. 
A espécie é encontrada nos  domínios fitogeográficos de Floresta Amazônica, Caatinga, Cerrado e Mata Atlântica, em regiões com vegetação de cerrado, floresta estacional semidecidual e floresta ombrófila pluvial.